# Mossaskär (söder om Torsö, Raseborg)
Mossaskär är en ö i Finland. Den ligger i Finska viken och i kommunen Raseborg i den ekonomiska regionen  Raseborg i landskapet Nyland, i den södra delen av landet. Ön ligger omkring 82 kilometer väster om Helsingfors.
Öns area är 5,4 hektar och dess största längd är 320 meter i sydöst-nordvästlig riktning. Ön höjer sig omkring 15 meter över havsytan.